# José Antonio Caballero

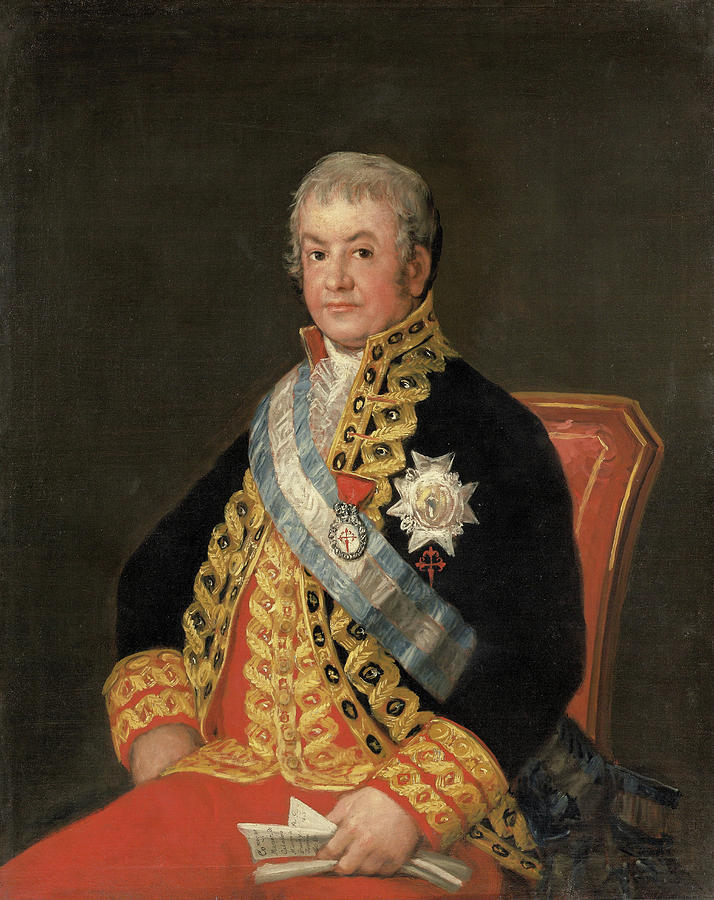
José Antonio Caballero, Gemälde von Francisco de Goya (1807)

José Antonio Caballero (* 4. Februar 1754 in Aldeadávila de la Ribera (Provinz Salamanca); † 23. Februar 1821 in Salamanca) war ein spanischer Adliger und Politiker. Er war Marqués von Caballero und von 1798 bis 1808 Justizminister.

## Leben
Caballero war der Sohn von Pedro Antonio Caballero y Vicente-Campo und María Caballero del Pozo y Herrera. Er studierte Rechtswissenschaften an der Universität Salamanca und heiratete 1788 eine Hofdame von Maria Luise, der Prinzessin von Asturien und nachmaligen spanischen Königin, was seiner Karriere förderlich war. Nach Bekleidung verschiedener Posten der Provinzialverwaltung wurde er 1797 Anwalt beim Obersten Kriegsrat und am 24. August 1798 als Nachfolger von Gaspar Melchor de Jovellanos Justizminister. Er zählte zu den besonders konservativen Kreisen und legte 1807 einen Reformplan für die spanischen Universitäten vor. Infolge seiner Teilnahme am Aufstand von Aranjuez (März 1808) verlor er sein Ministeramt, blieb aber Staatsrat. Dann wurde er Mitglied der Junta, die Joachim Murat zu ihrem Präsidenten erkor, und gehörte zu den Unterzeichnern jenes Schreibens, in dem Napoleon aufgefordert wurde, einen seiner Verwandten zum neuen Machthaber Spaniens zu ernennen. Die Wahl des französischen Kaisers fiel auf seinen Bruder Joseph Bonaparte, als dessen Staatsrat Caballero sodann fungierte. Er stand der Justizsektion für kirchliche Angelegenheiten vor. Nach der Absetzung von Joseph Bonaparte folgte er diesem 1814 nach Frankreich und ließ sich in Bordeaux nieder. Erst 1820 kehrte er nach Spanien zurück und starb ein Jahr darauf in Salamanca.